# Yeeply
Yeeply es una plataforma online para la contratación de expertos en tecnología móvil (desarrolladores, diseñadores y profesionales del marketing móvil) por parte de agencias digitales, startups, pymes y emprendedores que quieren llevar a cabo proyectos mobile, fundamentalmente una aplicación móvil. 
El principal valor añadido de este marketplace es el proceso de certificación al que se someten las empresas de desarrollo y freelancers que quieren trabajar a través de la plataforma, lo que convierte a Yeeply en una comunidad de desarrolladores 'curados' que aportan más garantía y reducción de riesgos a la hora de subcontratar un trabajo de programación o diseño. 

## Historia
Yeeply fue fundada en 2012 por Luis Picurelli y Héctor Badal tras graduarse en el primer programa de aceleración de startups en España organizado por Plug & Play.
El nombre de la empresa es un juego de palabras derivado de la frase ‘jóvenes ingenieros sobradamente preparados como tú’ leída en inglés. 
A mediados de 2014 la empresa cerró una primera ronda de financiación de 320.000 euros. Ese mismo año recibió varios reconocimientos por su trayectoria entre los que destaca el premio del ‘Certamen Nacional de Jóvenes Emprendedores’, galardón otorgado por el Instituto de la Juventud del Ministerio de Sanidad, Servicios Sociales e Igualdad y que acredita a Yeeply como una de las diez mejores empresas innovadoras de España en el año 2014.
El último dato público de facturación es de 2016, año en el que la empresa consiguió superar el millón de euros de facturación
La plataforma opera en español, inglés, francés, alemán, portugués e italiano.

## Cómo funciona
Yeeply conecta a través de su plataforma a profesionales del desarrollo móvil y web con agencias digitales, pymes y startups que necesitan subcontratar un servicio de programación o diseño. 
Todos las empresas y freelancers de desarrollo y diseño que forman la comunidad de profesionales de Yeeply han pasado un proceso de certificación previo para garantizar el máximo nivel de confianza y seguridad a la hora de realizar los proyectos.
El perfil habitual de clientes son agencias digitales, pymes y startups con una necesidad real de subcontratar trabajos de programación para el desarrollo y diseño de una aplicación móvil o web móvil, así como determinadas acciones de marketing móvil.
Una vez los clientes publican en Yeeply la descripción inicial de su proyecto, un agente de la plataforma se pone en contacto para entender las necesidades del proyecto y asignar a un equipo de trabajo sobre la base de las necesidades del cliente. Todo el proceso se gestiona desde la propia plataforma de Yeeply, en la cual el cliente puede intercambiar archivos y mensajes con su equipo de trabajo, así como recibir los presupuestos y monitorizar el progreso de las tareas ya en fase de trabajo. 

## Casos de éxito
LaLiga TV es la aplicación oficial del canal de televisión de La Liga, competición deportiva por excelencia en España. Esta aplicación, en cuyo desarrollo ha participado Yeeply, está disponible en iOS y Android y fue seleccionada por Apple como una de las mejores apps de 2014.
Cuánto cuesta mi app es una herramienta con la que calcular el precio de desarrollar una aplicación móvil y que permite a los emprendedores disponer de un presupuesto aproximado para sus ideas en forma de app. Mientras que la herramienta Cuánto cuesta mi web permite calcular el precio de desarrollo de páginas web en función de distintas variables como la tecnología utilizada o el volumen de páginas.
LaLiga Fantasy, el mánager oficial de la Liga BBVA, es un juego disponible en Android, iOS y desde Facebook con el que gestionar tu propio equipo de fútbol y aplicar tácticas de management deportivo para sumar una puntuación sobre la base de lo que los futbolistas hagan en la vida real.
Listado completo de los mejores proyectos realizados en la plataforma.